# Dämonen und Wunder

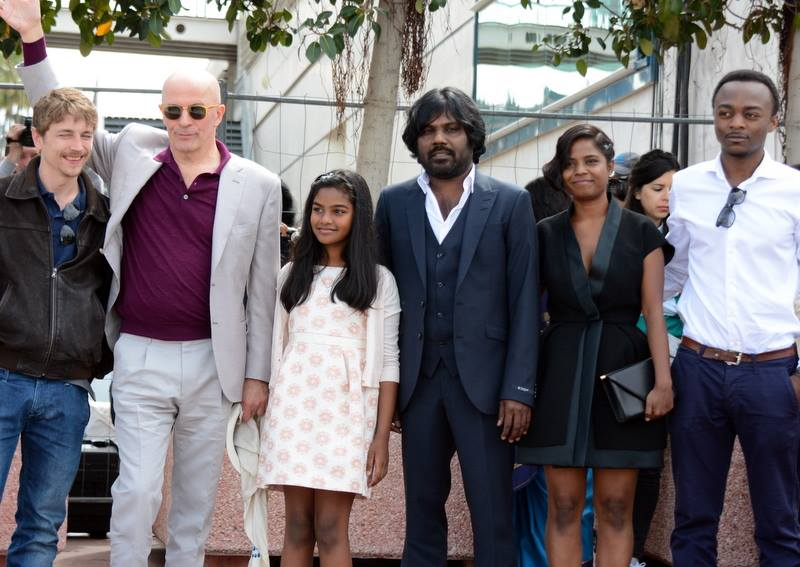
Cast und Crew beim Filmfestival in Cannes

Dämonen und Wunder (Originaltitel: Dheepan) ist ein französisches Drama um Flüchtlinge von Jacques Audiard aus dem Jahr 2015. Der Film ist Gewinner der Goldenen Palme bei den 68. Filmfestspielen von Cannes. In Deutschland wurde der Film von Weltkino am 10. Dezember 2015 in die deutschen Kinos gebracht.

## Handlung
Drei Flüchtlinge aus Sri Lanka kommen nach Frankreich und wohnen in der Pariser Banlieue.  Die Hauptperson Dheepan kämpfte früher bei den Tamil Tigers und hat im Bürgerkrieg Frau und Kind verloren. Er reist mit einer fremden Frau und einem Kind als vorgebliche Kleinfamilie nach Europa. Sie werden dort Zeugen von Auseinandersetzungen im Drogenmilieu. Dheepan und die Frau kommen sich näher. Am Ende entwickelt sich Dheepan zu einem Amokläufer, als er versucht, seine Familie zu verteidigen.

## Kritik
Andrew Pulver meinte in The Guardian, der Film möge „zwar nicht der mitreißendste des Regisseurs“ sein, aber in seiner „zurückhaltenden Art“ sei er ein „immens kraftvolles Werk“. Jason Gorber bemerkte bei Twitch Film, der Film sei über „die Darstellung der Erfahrung und Integration von Immigranten“ hinaus „polemisch, jedoch nicht belehrend“. Die „Botschaft über Menschlichkeit und darüber, wie Liebe unter den erstaunlichsten Umständen blühen kann, berührt außerordentlich“.

## Auszeichnungen
Neben dem Gewinn der Goldenen Palme der Internationalen Filmfestspiele von Cannes 2015 folgten bei der César-Verleihung 2016 neun Nominierungen, darunter in den Kategorien Bester Film, Beste Regie und Bester Hauptdarsteller (Antonythasan Jesuthasan).